# Angela Trimbur
Angela Trimbur (Condado de Bucks, 19 de julho de 1981) é uma atriz, comediante e dançarina americana. Ela ficou mais conhecida em 2015 por seus papéis em The Final Girls e CSI: Cyber.

## Vida pessoal
Angela participou da Neshaminy High School em Langhorne, Pensilvânia. Antes de frequentar o ensino secundário teve um ensino doméstico. Cresceu como uma Testemunha de Jeová, embora tenha declarado que não pratica a religião. É membro do time de basquete de Los Angeles "Pistol Shrimps", que tem também a atriz Aubrey Plaza. Criou o grupo de dança "LA City Municipal Dance Squad" em 2014.

## Filmografia

### Cinema
| Ano  | Título                             | Personagem                    | Nota           |
| ---- | ---------------------------------- | ----------------------------- | -------------- |
| 2006 | Pink Lemonade                      | Natalie Pierce                |                |
| 2007 | Spin                               | Sarah                         |                |
| 2007 | Brotherhood of Blood               | Carla                         |                |
| 2007 | Loaded                             | Amy                           |                |
| 2007 | Learning to Score                  | Vanessa                       | Curta-metragem |
| 2008 | Float                              | Kristen                       |                |
| 2009 | Halloween II                       | Harley David                  |                |
| 2009 | The Harsh Life of Veronica Lambert | Paige                         |                |
| 2010 | Freak Dance                        | Sassy                         |                |
| 2011 | The Future                         | Recepcionista do Dance Studio |                |
| 2011 | Out for Good                       | Joselyn                       | Curta-metragem |
| 2013 | The Kings of Summer                | Face Paint                    |                |
| 2015 | The Final Girls                    | Tina                          |                |
| 2016 | And Punching the Clown             | Sascha                        |                |
| 2016 | Trash Fire                         | Isabel                        |                |
| 2016 | The Pistol Shrimps                 | Ela mesma                     | Documentário   |

### Televisão
| Ano                                                    | Título                      | Personagem                     | Nota                          |
| ------------------------------------------------------ | --------------------------- | ------------------------------ | ----------------------------- |
| 2003                                                   | What Should You Do?         | Bridgette                      | Temporada 1, Episódio 19      |
| 2004                                                   | Road Rules: X-Treme         | Ela mesma                      | Elenco principal; 9 episódios |
| Real World/Road Rules Challenge: Battle of the Sexes 2 | Ela mesma                   | Elenco principal; 6 episódios  |                               |
| 2005                                                   | Entourage                   | Jen                            | Temporada 2, Episódio 7       |
| 2008                                                   | Imaginary Bitches           | Angela                         | Episódio 7                    |
| Hannah Montana                                         | Garota                      | Temporada 2, Episódio 26       |                               |
| 2009                                                   | Reno 911!                   | Stripper                       | Temporada 6, Episódio 4       |
| Secret Girlfriend                                      | Briana                      | Episódio 1                     |                               |
| 2010                                                   | Fake It Til You Make It     | Sarah                          | Temporada 1, Episódio 4       |
| Community                                              | Estudante / Mulher          | 2 episódios                    |                               |
| 2010–2012                                              | CollegeHumor Originals      | Vários                         | 3 episódios                   |
| 2013                                                   | Workaholics                 | Jenny The Darkness             | Temporada 3, Episódio 19      |
| Californication                                        | Tweaker Chick               | 2 episódios                    |                               |
| Royal Pains                                            | Kiki                        | Temporada 5, Episódio 4        |                               |
| 2013–2014                                              | The Birthday Boys           | Vários                         | 4 episódios                   |
| 2014                                                   | Anger Management            | Dillon                         | Temporada 2, Episódio 78      |
| 2015                                                   | Hand of God                 | Talia                          | Temporada 1, Episódio 3       |
| Comedy Bang! Bang!                                     | Melinda Grange              | Temporada 4, Episódio 7        |                               |
| CSI: Cyber                                             | Francine Krumitz            | Elenco recorrente, 3 episódios |                               |
| 2015–presente                                          | Major Lazer                 | Penny Whitewall                | 8 episódios                   |
| 2016                                                   | New Girl                    | Mimi                           | Temporada 5, Episódio 8       |
| 2016                                                   | You and Your Fucking Coffee | Garçonete                      | Temporada 3, Episódio 2       |